# Kertészfi Ágnes
Kertészfi Ágnes (Pécs, 1952. január 17.–) magyar üvegművész, művészetszervező, oktató.
Modern ipari üvegeket és hagyományos színes üvegablakokat egyaránt alkalmaz. Kisméretű plasztikákat és használati tárgyakat is készít. Dolgozott üvegbetonnal, és készített üvegfestményeket is.

## Pályája

### Iskolái
A pécsi Művészeti Gimnáziumban tanult 1966 és 1970 között, majd 1972 és 1977 között elvégezte a Magyar Iparművészeti Főiskola üveg szakát és szilikáttervező művész diplomát szerzett. A gimnázium és a főiskola között a Kőfaragó és Épületszobrászipari Vállalatnál dolgozott. A főiskolán mesterei mesterei Z. Gács György, Bohus Zoltán és Kovács Ferenc voltak. 

### Munkája
1978-tól a barcsi Kemikál Vállalat ipari formatervezője volt, majd 1982-től 1991-ig a nagykanizsai Pannonglas Ipari Rt. tervezője.
2000-től óraadó tanár a Pécsi Tudományegyetemen. 2007-től iparművészet gyakorlatot oktat az egyetem Építész Karán. 1982-től készít saját üvegműhelyében építészeti és díszüvegeket.

#### Tagságai alkotói szervezetekben
- 1977-től: Magyar Alkotóművészek Országos Egyesülete
- 1982-től: Magyar Képzőművészek és Iparművészek Szövetsége
- 1998-tól: Magyar Üvegművészeti Társaság
- 1999-től: Magyar Kézműves Üveges Iparművészek Egyesülete

#### Művészetszervezőként
Kertészfi Ágnes 1991-től a Goszthony Mária Nemzetközi Üveg Alkotótelep és a Szimpozion Alapítvány alapító tagja. 1998-ig az alapítványi kuratórium tagja volt.

## Híres művei
A Tettyén található híres elefántszobra, amelynek a fülén pécsiek generációi csúsztak le gyerekként. Az 1979-ben helyére került plasztbeton alkotás címe Játszó plasztika.
2015: a püspökszentlászlói Életrendezés Háza Mária kálváriája, meditációs sétaút, üvegszobrai. A domboldali sétányon üvegből készült, pihenőhelyekbe illesztett műalkotások jelenítik meg a Szűz Máriához köthető evangéliumi eseményeket. Az építményeket Novotny Béla tervezte.
Műveit magyar, amerikai, dán, francia, spanyol közgyűjtemények őrzik.

## Díjai
- 1985: A III. Országos Szilikátipari Formatervezési Triennálé díja (Kecskemét)
- 1990: I. Tihanyi Üvegtriennálé, Kortárs magyar üveg 1990, a Veszprém Megyei Tanács díja
- 1993: Ferenczy Noémi-díj